# Mesnilomyia achilleae
Mesnilomyia achilleae är en tvåvingeart som beskrevs av Kugler 1972. Mesnilomyia achilleae ingår i släktet Mesnilomyia och familjen parasitflugor.
Artens utbredningsområde är Israel. Inga underarter finns listade i Catalogue of Life.